# بیماری شاگاس

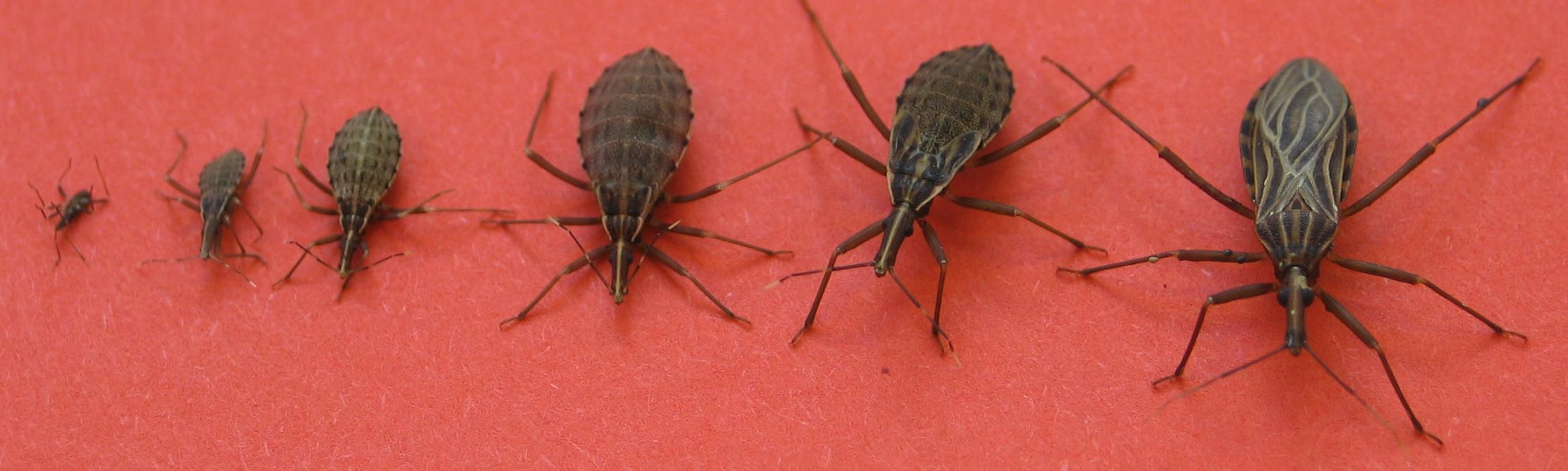
ساس بوسه‌زن حشره ناقل بیماری چاگاس

شاگاس (به انگلیسی: Chagas disease)، یا تریپانوزومیازیس آمریکایی، یک بیماری انگلی استوایی ناشی از پروتوزوآ است. راه اصلی انتقال این بیماری از راه نیش حشراتی به نام ساس بوسه‌زن است. علائم این بیماری در طول عفونت تغییر می‌کنند. در مرحله اول، علائم معمولاً بروز نمی‌کنند یا خفیف هستند و شامل این موارد می‌شوند: تب، غدد لنفاوی متورم، سردرد یا تورم در ناحیه گزش. بعد از گذشت ۱۲–۸ هفته، بیماران وارد مرحله مزمن بیماری شده و در ۷۰–۶۰ درصد موارد علائم دیگری نمایان نمی‌شود. علائم این بیماری ۱۰ تا ۳۰ سال بعد از عفونت اولیه در ۳۰ تا ۴۰٪ باقیمانده بروز می‌کند. این علائم شامل بزرگ‌شدن بطن در ۲۰ تا ۳۰٪ افراد است که منجر به نارسایی قلبی می‌شود. ممکن است بزرگ‌شدن مری یا انبساط روده بزرگ در ۱۰٪ افراد رخ دهد.
T. cruzi معمولاً از طریق خون‌خوراکی «ساس‌های بوسه‌زن» به انسان و سایر پستانداران سرایت می‌کند. این حشرات دارای نام‌های محلی زیادی از جمله vinchuca در آرژانتین، بولیوی، شیلی و پاراگوئه؛ barbeiro (آرایشگر) در برزیل، pito در کلمبیا، chinche در آمریکای مرکزی و chipo در ونزوئلا می‌باشد. این بیماری می‌تواند از طریق انتقال خون، پیوند اندام، خوردن غذای آلوده شده توسط انگل و از مادر به نوزاد نیز شیوع پیدا کند. تشخیص زودهنگام به وسیله یافتن انگل در خون توسط میکروسکوپ انجام می‌گیرد. بیماری‌های مزمن توسط یافتن پادتن T. cruzi در خون تشخیص داده می‌شوند.
پیشگیری معمولاً به وسیله از بین بردن ساس‌های بوسه‌زن و جلوگیری از گزیده شدن توسط آنها صورت می‌گیرد. سایر اقدامات پیشگیرانه شامل آزمایش خون مورد استفاده برای انتقال می‌باشد. تا سال ۲۰۱۳ هیچ واکسنی ساخته نشده است. عفونت‌های اولیه به وسیله بنزنیدازول یا نیفورتیموکس قابل درمان می‌باشد. در اکثر مواقع، این داروها در صورتی که در مراحل اولیه استفاده شوند باعث درمان بیمار می‌شوند، اما هرچه از مدت بیماری شاگاس بگذرد اثر آنها کمتر می‌شود. ممکن است این داروها هنگام استفاده در بیماری‌های مسری باعث کاهش یا جلوگیری از پیشرفت علائم مرحله آخر شوند. بنزنیدازول و نیفورتیومکس باعث به وجود آمدن اثرات جانبی موقت مانند اختلالات پوستی، مسمومیت مغز و مشکلات سیستم گوارشی در نزدیک به ۴۰٪ بیماران شود.

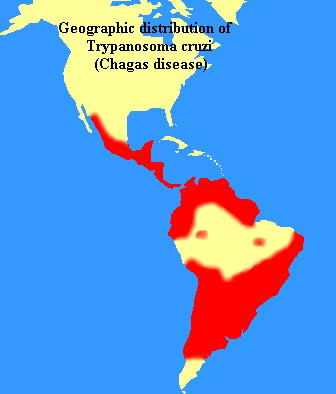
مناطق بومی بیماری شاگاس (به رنگ قرمز)

برآورد می‌شود ۷ تا ۸ میلیون نفر، که اغلب در مکزیک، آمریکای مرکزی و آمریکای جنوبی زندگی می‌کنند دچار بیماری شاگاس باشند. تلفات این بیماری تا سال ۲۰۰۶ حدود ۱۲٬۵۰۰ نفر بوده است. اغلب کسانی که دچار این بیماری می‌شوند افراد فقیر هستند و بیشتر افرادی که دچار این بیماری هستند از بیماری خود اطلاع ندارند. جابجایی‌های جمعیتی در مقیاس بزرگ مناطقی که بیماری شاگاس در آنها یافت شده است را افزایش داده است و کشورهای اروپایی و آمریکا اکنون شامل این مناطق هستند. این مناطق همچنین شاهد افزایش موارد ابتلاء به این بیماری در سال‌های منتهی به ۲۰۱۴ بوده است. این بیماری برای نخستین بار در سال ۱۹۰۹ توسط کارلوس شاگاس تشریح شد و نام او را بر این بیماری گذاشتند. بیماری شاگاس بر بیش از ۱۵۰ حیوان دیگر تأثیر می‌گذارد.